# Expresszionizmus
Az expresszionizmus fogalma: expresszívnek nevezünk minden olyan művészi megnyilvánulást, mely az alkotó szubjektív reflexióinak kifejezésére helyezi a hangsúlyt, expresszionizmusnak pedig azt a művészi irányt, mely a 20. század elejétől a polgári társadalom elleni tiltakozása jeléül céljának tekintette, hogy a valóság látszatának puszta ábrázolása helyett a valóságról képzett érzéseit, gondolatait fejezze ki, lehetőleg közvetlenül, minden fegyelmezően közbeiktatott megkötöttség nélkül.

## Expresszionizmus a képzőművészetben

### Előfutárok, példaképek, útitársak
A fauvizmussal és az avantgárddal párhuzamosan Közép- és Észak-Európában,  Kelet-Európában az expresszionizmus alakult ki. Az expresszionizmus a belső, pszichikai formákat ábrázolja, a szubjektív "valóságot", érzelmeket vetíti rá a külső, tárgyi (objektív) világra. (Ellentétben az impresszionizmussal, amely a pillanatnyi külső benyomások, hangulatok hatásait, reflexióit igyekszik ábrázolni.) Jelen van más korokban is, de modern művészeti irányzatként Németországban keletkezett 1905–1913-ban Die Brücke (A híd) művészeti csoport keretében.
A németországi expresszionista hullám tagjait inkább életfelfogásuk, érzéseik és hangulataik, semmint stílusuk vagy műveik hasonlósága kötötte össze. Az expresszionisták az általuk festett tárgy révén a modern ember beteges állapotait, szorongásait, félelmeit, elidegenedését fejezték ki. A természetet és környezetüket sokszor ellenségesnek és embertelennek érezték, ezért képeik színei gyakran súlyosak, nyersek és az emberi sorsot szimbolizálják.
Stílus szempontjából az expresszionistákra a nyugtalan ecsetvonások és a bátor, olykor meghökkentő színkezelés a jellemző. Példaképeik leggyakrabban a régebbi időkből a manierista El Greco vagy Francisco de Goya (1746–1828), aki sokszor súlyos színeivel, fény-árnyék kezelésével, s előre mutató érzelmileg is felfokozott vízióival megragadta az expresszionisták figyelmét is, gondoljunk A Kolosszus című 1808-ban készült olajfestményére, Bonaparte Napóleon császár diktatúrájának pusztító hatása Európára, ezt mutatja be. A közeli múltból Honoré Daumier gazdag életműve, amely természeténél fogva az emberi érzelmek kifejezését szolgálta, hatott az expresszionistákra, de a közeli múltból még Gauguin, Van Gogh, Henri de Toulouse-Lautrec, majd a kortárs Lovis Corinth. Nem véletlen, hogy Gauguin, Van Gogh számos festményét a művészettörténészek egy része már nem impresszionistának vagy posztimpresszionistának tekinti, hanem expresszionistának. Legközelebb Emil Nolde áll hozzájuk, aki rövid ideig (kb. másfél évig) csatlakozott a Die Brücke csoporthoz, 1904 táján, Van Gogh és Gauguin képeivel való találkozást követően a színre, mint kifejezőeszközre kezdett koncentrálni. Ezt mondta: "Minden színnek lelke van, mely engem boldogít." Van Gogh-hoz hasonlóan ő is a színt egy élőlénynek tekintette, mely befolyásolhatja és kifejezheti az ember érzelmeit. Emil Nolde színei tisztaságukat és intenzitásukat tekintve fauvisták, de alkalmazásuk célja más. Az expresszionistáknál a szín a láthatatlan belső tartalom szimbóluma. Az expresszionizmusban az egyén és a kor általános nyugtalansága jut kifejezésre.
Van Gogh leírja egyik levelében, hogyan fogott hozzá egy nagyon kedves barátja megfestéséhez: "Eltúlzom a haj szőkeségét, narancs-, króm-, és citromsárga színeket használok, a fej mögé pedig nem a közönséges falat fogom festeni, hanem a végtelent. A legintenzívebb, leggazdagabb kéket használom háttérnek, amire csak képes a palettám. A szőke, sugárzó fej titokzatosan emelkedik ki az erős kék háttérből, mint egy csillag az ég azúrjából."
Lovis Corinth német festőt a legjellegzetesebb német impresszionistának tekintik sokan, de számos képén nyugtalan ecsetvonásai és súlyos színeinek érzékisége az expresszionisták előfutárává teszik. Köztük például Fekvő akt c. képe 1895-ből.

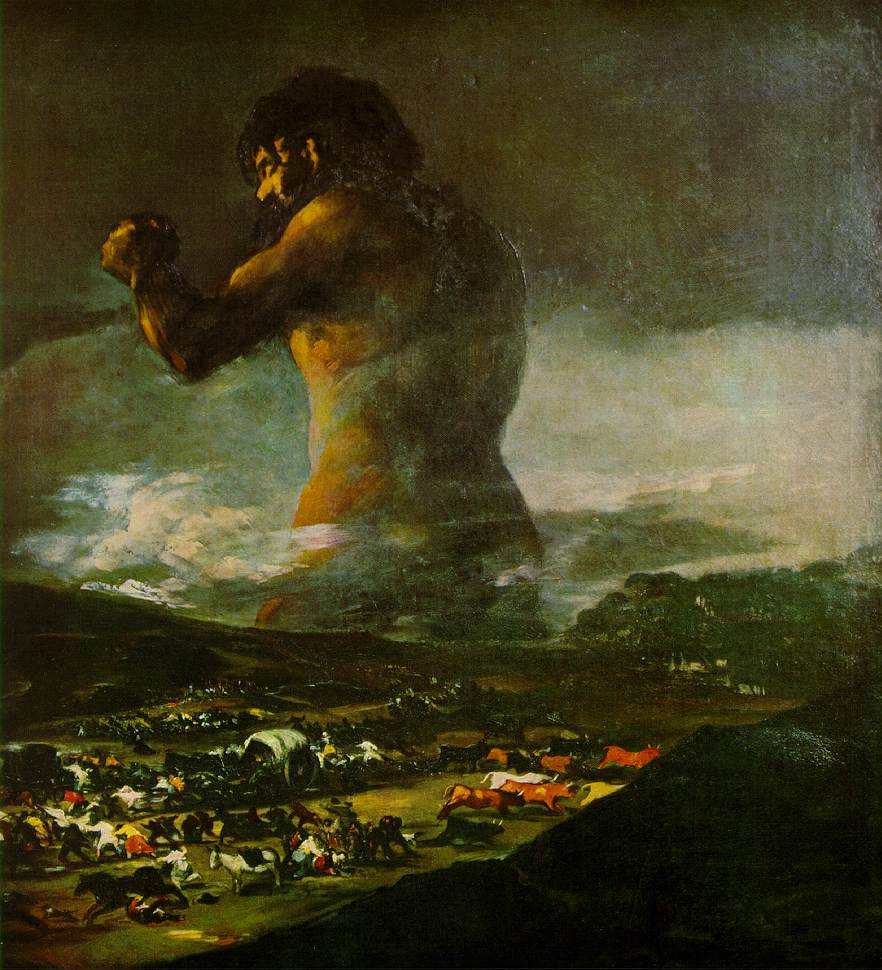
Goya: A Kolosszus (1808), az expresszionizmus egyik előfutára

Edvard Munch (1863–1944) norvég festő 1893-ban alkotta meg A Sikoly című képét. "Hallom a természet kiáltását" mondta erről a képéről a szerző. A kép azt próbálja érzékeltetni, hogyan formálja át érzéki benyomásainkat egy váratlan izgalom. Minden vonal a kiáltó fej felé mutat. A beesett arc, a merev szemek halálfejet idéznek. Valami iszonyatos történhetett, és a kép annál nyugtalanítóbb, mivel soha nem tudhatjuk meg, mit jelenthetett a kiáltás. Ez az 1890-es években keletkezett alkotás mintegy lezárja a nagy ipari forradalom 19. századát, s egyben bevezeti a 20. századot.
Edvard Munch egész életében ugyanazzal a kompozíciós megoldással tette drámaivá festményeit. Az előteret mindig frontális felfogásban festette meg, s ez az előtér kiemelkedik a perspektivikus háttérből. A frontalitás és a perspektíva éles ellentéte a Brücke művészete felé mutat.
James Ensor (1890–1949) belga festő a misztikus expresszionizmus egyedi variánsának megteremtője. Egyik híres korai, 1888-ból való képe: Krisztus bevonulása Brüsszelbe. Ezen a hatalmas vásznon érvényesül legjobban Ensor túláradó szatirikus-groteszk vénája. Festés közben sem tudta soha kikapcsolni az érzések és a képzelet játékait, ezért nem is lett impresszionista. Érzéseket, érzelmeket fejezett ki maszkok festése révén.
Emil Nolde (1867–1956) a bibliai jeleneteket külvárosi népünnepéllyé vulgarizálta. Átütő erejű színei harsány, érzéki jelleget adnak a vallásos témáknak, az arcokat mintha Ensor maszkjai ihlették volna.

### Der Blaue Reiter és a modern művészet

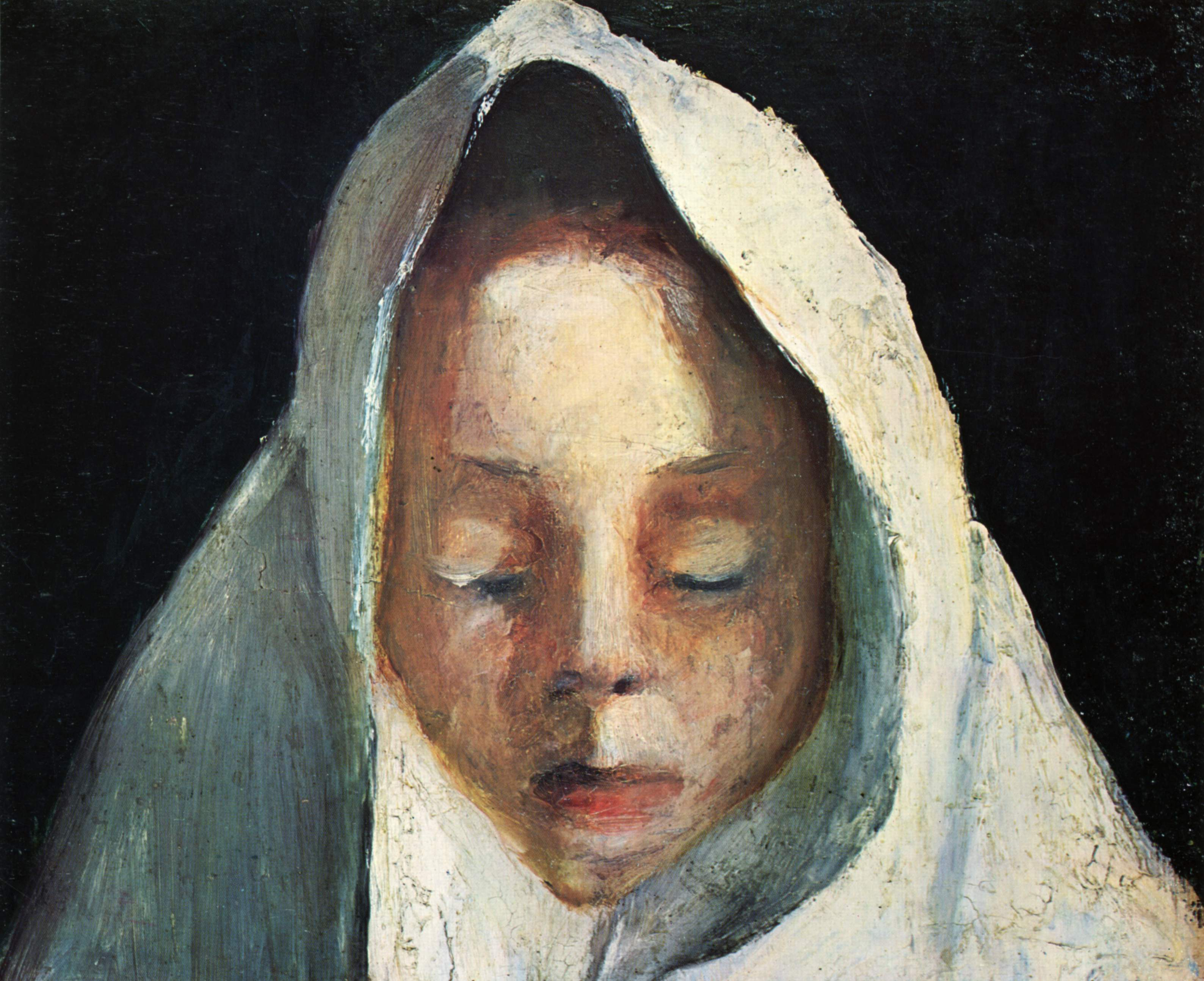
Moderson-Becker: Csendes élet (1900)

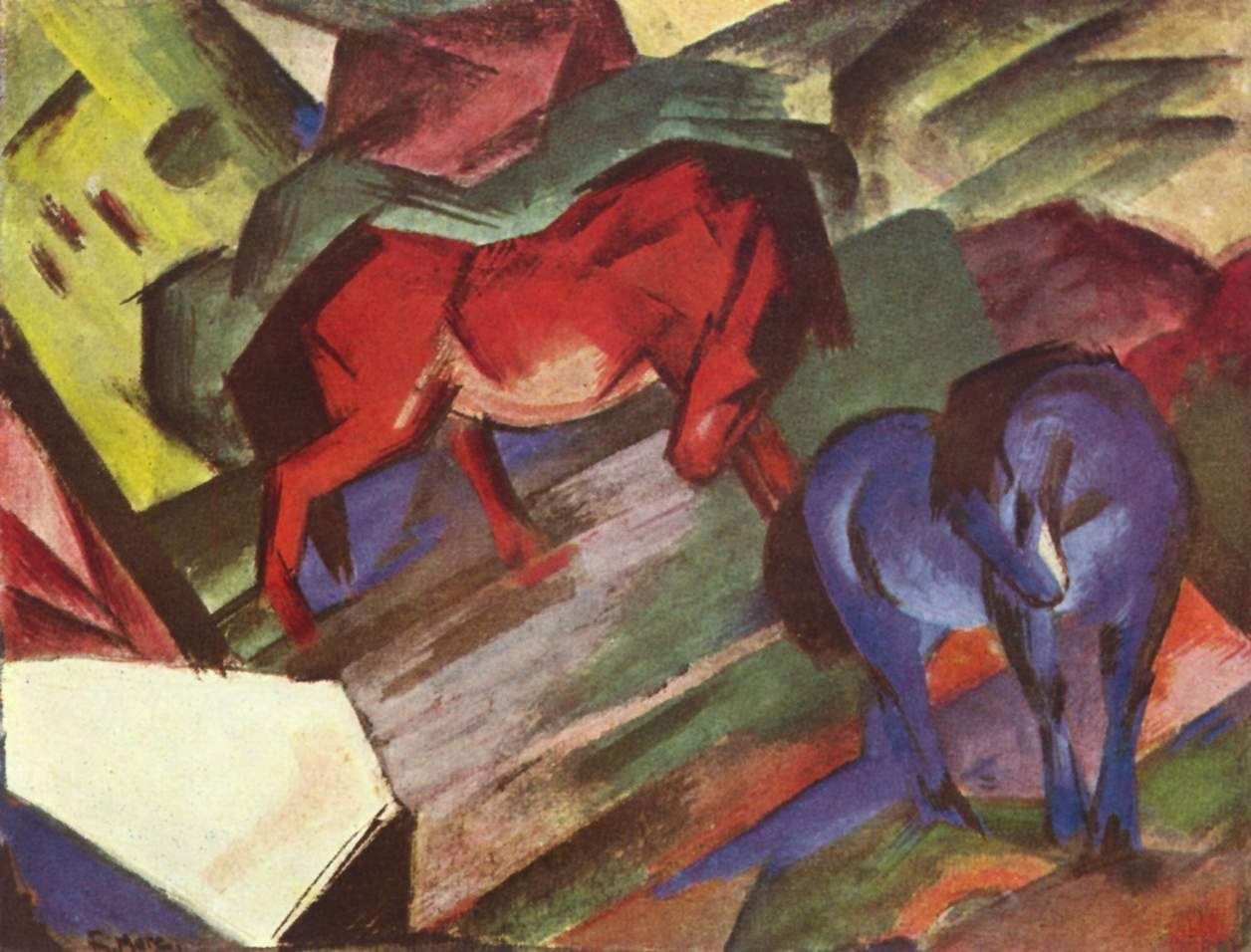
Franz Marc: Piros és kék ló (1912)

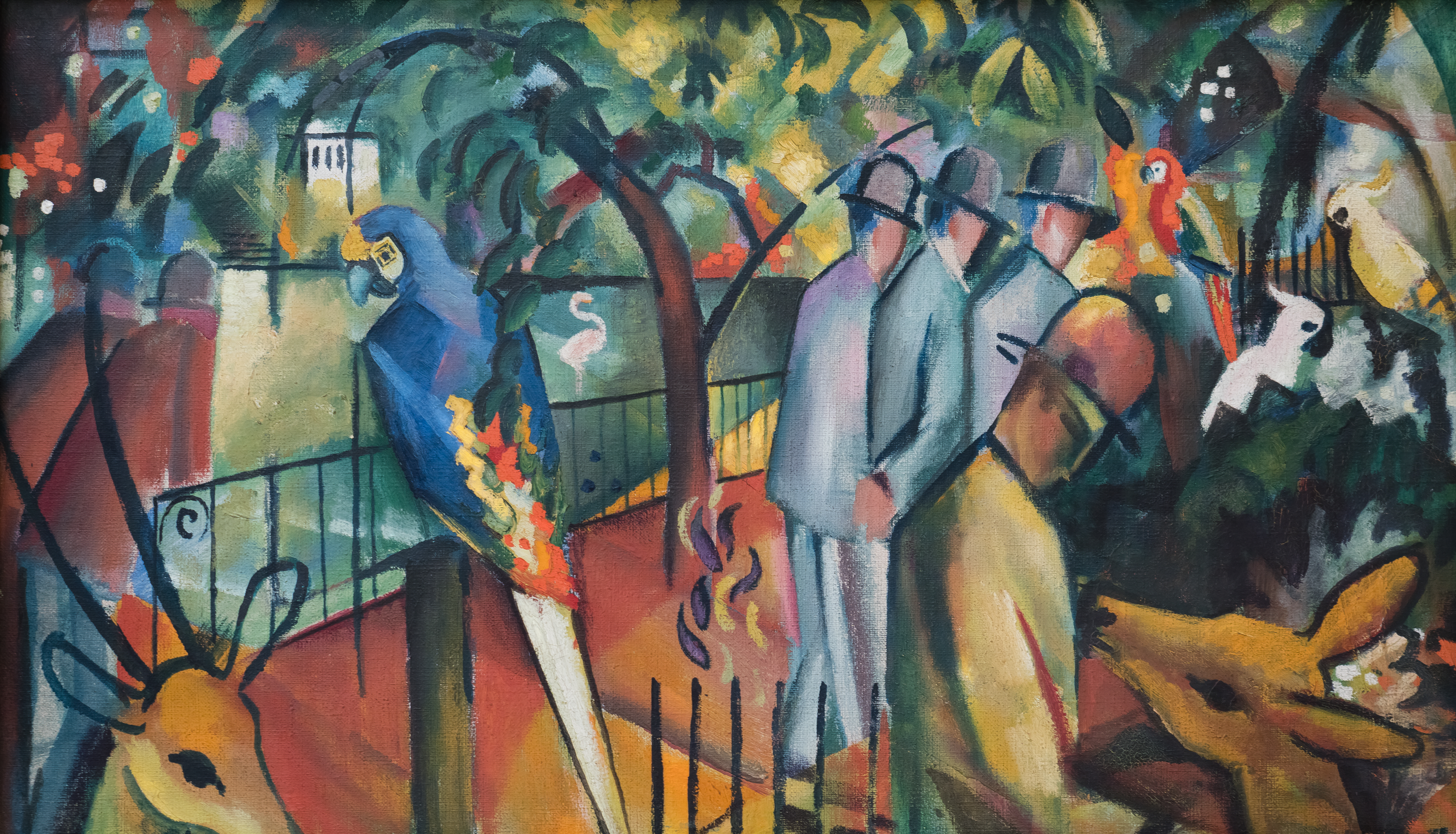
August Macke: Állatkert (1912)

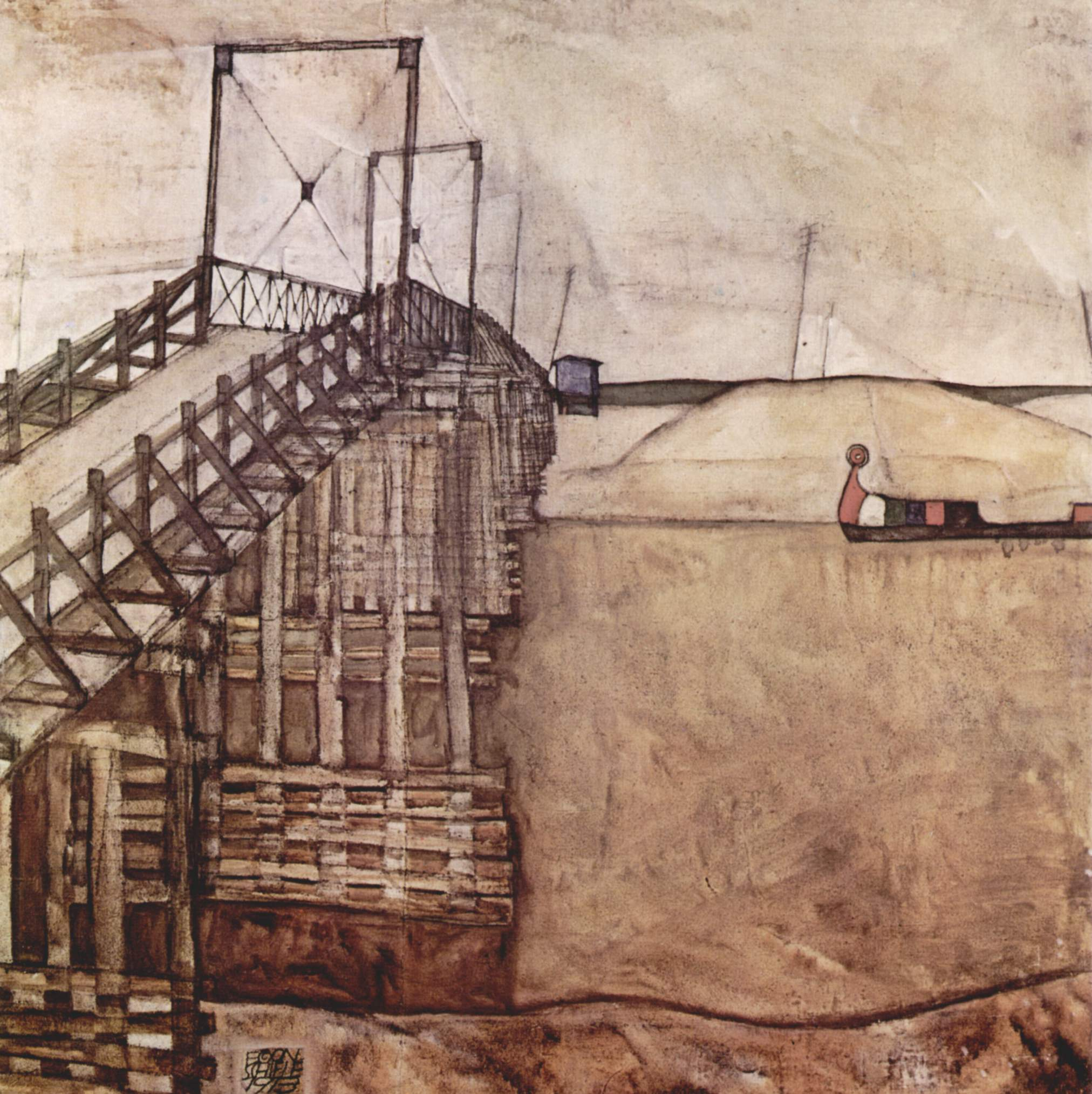
Egon Schiele: A híd (1913)

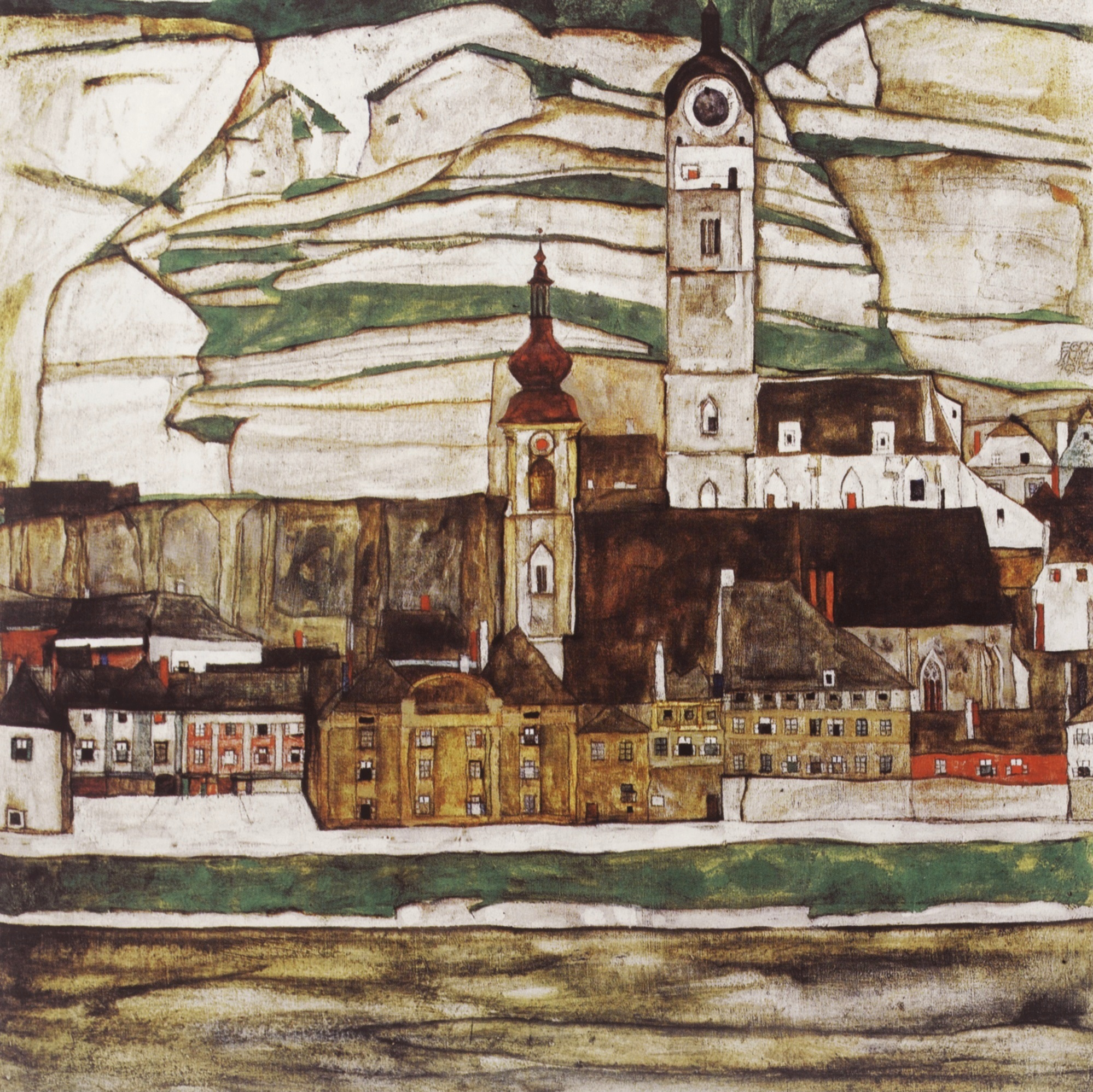
Egon Schiele: A Dunánál (1913)

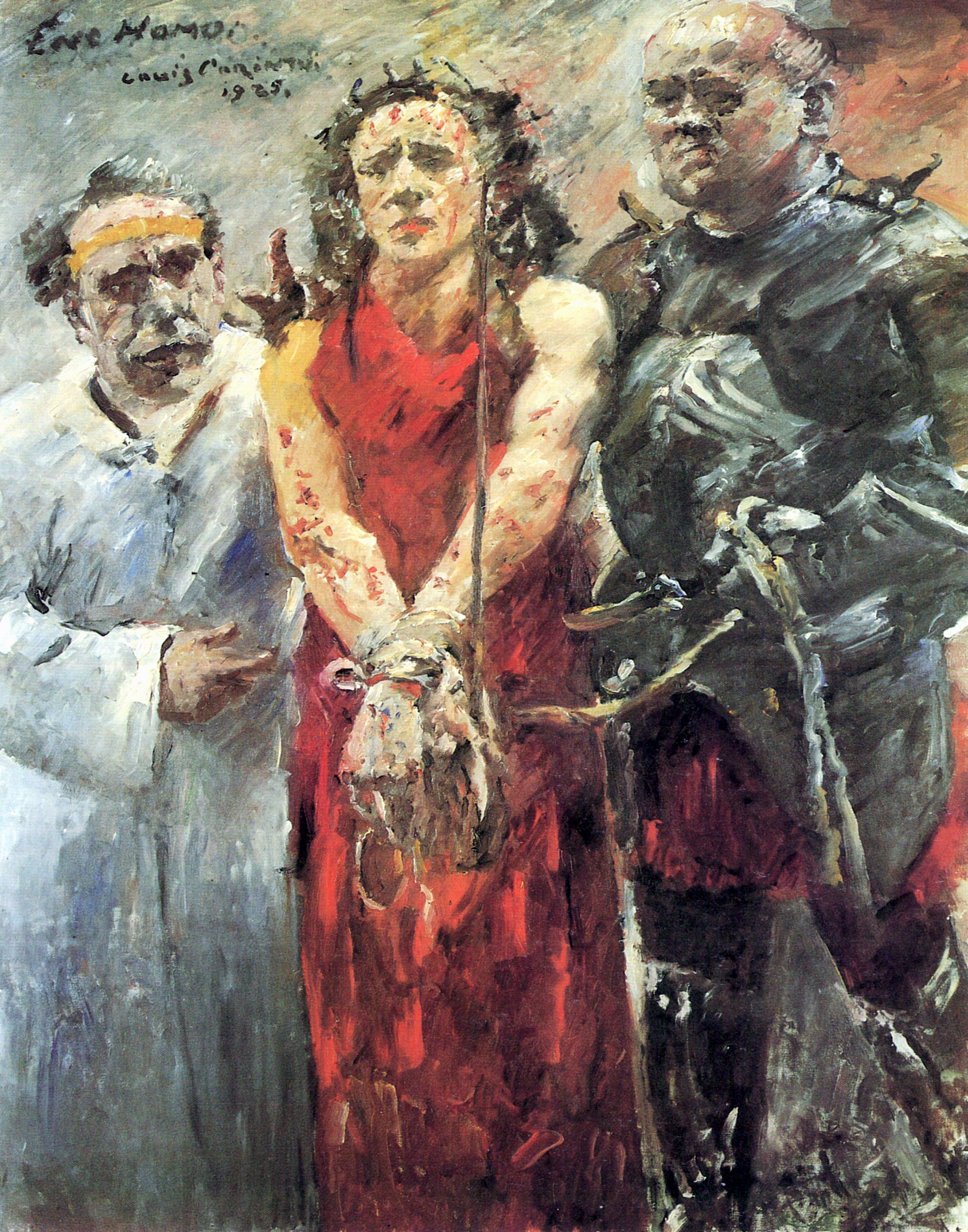
Ecce homo (1925) Lovis Corinth alkotása

Max Pechstein már 1908-ban Drezdából Berlinbe költözött, s megalakította a Neue Sezessiont, később a Berliner Sezessiont.
1911-ben Drezdából Berlinbe költöztek a Brücke csoport tagjai, Berlinben már fel is bomlott a Brücke, sokan közülük a berlini "Der Blaue Reiter" (A Kék Lovas) expresszionista csoportosuláshoz csatlakoztak, e csoportosulásnak színvonalas kiadványai voltak. Öt nagy folyóirat körül voltak az expresszionista alkotók: Die Brücke (A híd), Der Blaue Reiter (A kék lovas), Der Sturm (A roham), Die Aktion (A tett) és a Die weissen Blätter (A fehér lapok). Ezek az expresszionista szakfolyóiratok a művészetek valamennyi ágával törődtek, a képzőművészet mellett az irodalommal és a zenével is. Nevezetes kiállításaik voltak, kiadók is voltak egyben, és csatlakoztak hozzájuk a művészeti csoportosulások.
Első kiállításukat 1911. december 18-án nyitották meg Münchenben, ezen részt vett Vaszilij Kandinszkij (1866–1944), Franz Marc (1880–1916), August Macke (1887-1914), Gabriele Münter (1877–1962) és Heinrich Campendonck (1889–1957), velük együtt állította ki műveit a francia Robert Delaunay (1885–1941) és a Burljuk testvérek, az orosz futuristák, még az expresszionista zeneszerző Arnold Schönberg is.
1912-ben grafikai kiállítást szervezett a Blaue Reiter csoport, ez a kiállítás már valósággal a modern művészet seregszemléjévé nőtte ki magát. Der Blaue Reiter csoporthoz csatlakozott Paul Klee (1879–1940). Az 1912-es kiállítás katalógusa 315 művet és 25 művész nevét tartalmazza. Művészek érkeztek a Brücke, a Neue Sezession felől is. Erich Heckel (1883–1970) és Ernst Ludwig Kirchner mellett francia és orosz alkotók is szerepeltek, köztük Hans Arp (1886–1966), Georges Braque (1882–1963), André Derain (1880–1954), Roger-Noel-Francois de la Fresnaye (1885–1925), Kazimir Malevics, Pablo Picasso, Maurice de Vlaminck.
A századvég és a századelő művészeti irányzatainak nagy kavalkádjában sokan csak átestek az expresszionizmuson és léptek tovább, köztük Vaszilij Kandinszkij, Marc Chagall. Örök expresszinista német művésszé tette a történelem Franz Marcot és August Mackét. Az első világháborúban elestek, gazdag életművük nem folytatódhatott tovább.
Az expresszionista művészet elméletét Kandinszkij és Franz Marc fejtette ki a Der Blaue Reiter almanachjában. Nem is gondolnánk, hogy az expresszionizmus mennyire hagyománytisztelő. Tisztelik a gyermeket, a primitív embert, a természetet, a szkizofrén embert, a népművészetet, saját hazájuk és koruk népművészetét is. A kiemelkedő művész elődöket. Teljesen őszinték, természetesek akarnak lenni, semmi hazugság, semmi képmutatás. Ez aztán aratja a kultúrbotrányokat.
Magyar vonatkozása miatt külön szólunk a Der Sturm (A roham) c. folyóiratról, amely 1910-ben indult. Bemutatta az expresszionisták mellett az olasz futuristákat is, külön figyelmet szentelt Kokoschka portréinak. Fórumot biztosított minden jeles alkotónak németeknek, franciáknak, olaszoknak, oroszoknak, magyaroknak. Magyarok közül munkatárs volt itt Moholy-Nagy László, később 1921-től Kassák Lajos, Déry Tibor, Kosztolányi Dezső, Karinthy Frigyes, Móricz Zsigmond. Itt jelent meg Filippo Tomasso Marinetti olasz költő futurista kiáltványa.

Kiállításaik külföldre is eljutottak, köztük 1913-ban Budapestre. 1913-ban nyílt meg a Herbst Salon, itt Bernáth Aurél is szerepelt Kassák Lajos, Kádár Béla, Mattis Teutsch János, Moholy-Nagy László és Scheiber Hugó mellett.
Oskar Kokoschka (1886–1980) osztrák expresszionista festő azzal botránkoztatta meg a közönséget, hogy nem volt hajlandó csak az élet derűs oldalaival foglalkozni. Első munkái, melyeket 1900-ban állított ki Bécsben, valóságos vihart kavartak. A múltban kötelező volt, hogy a gyermek képmás boldog és elégedett legyen. A művész képein jól meg tudta ragadni szomorú, ábrándos sóvárgásaikat, mozdulataikat, növekevő testüket stb.
Ernst Barlach (1870-1938) expresszionista német festő, drámaíró és szobrász Könyörüljetek! c. szobrából rendkívüli kifejezőerő árad a koldusasszony öreg, csontos kezének egyszerű gesztusából. Az asszony ruhájával eltakarja az arcát, és letakart fejének egyszerűsített formája tovább fokozza a hatást. Egy másik művében Barlach méltó emléket állított az első világháborúban vereséget szenvedett német népnek, ez volt az ő fából faragott Magdeburgi emlékműve, a fasiszták hatalomra jutása után két hónappal már kitessékelték a dómból Barlach emlékművét. Barlach emlékműve nem szokványos heroizáló háborús emlékmű, hanem fegyelmezett expresszionista és szimbolikus alkotás, amely emlékeztet és figyelmeztet.
Az I. világháború végén az utolsó expresszionista csoportosulás a Die Novembergruppe Max Pechstein és Otto Mueller szervezésében. Nemcsak Berlinben, hanem a német vidéki nagy városokban, köztük Drezda, Magdeburg, Düsseldorf, Karlsruhe, is megszervezik a művészeti csoportokat.
Az expresszionistáknál általában megfigyelhető, hogy már párhuzamosan vagy a későbbiekben stílusukat tekintve mennek a futurizmus, a kubizmus, a szimbolizmus, az absztrakt művészet, a dadaizmus vagy a szürrealizmus felé.

## Expresszionizmus a szépirodalomban
Az expresszionista német írók filozófiailag Nietzschére, Henri Bergsonra támaszkodnak, belső szubjektív énjük kifejezésére törekszenek. A való világot rajtuk kívül állónak tekintik, amely rossz, s belső szép érzések kifejezésével megváltoztatható. Legtalálóbban Kurt Pinthus (1886-1975) adja meg az expresszionista művészet klasszikus szubjektív idealista magyarázatát: "A világ központja minden egyes énben van." Éppen úgy mint a képzőművészetben, a zenében, az irodalomban is tudatosan sajátosan egyéni érzelmeiket fejezik ki a költők és az írók.
A német expresszionista irodalmi irányzat virágzásának ideje az 1910–1925-ben tartó időszakra tehető. A szépírók is azon folyóiratok körül tömörültek, ahol a képzőművészek és a zenészek. Irodalmi szempontból is jelentős a Der Sturm (A roham), amelyet H. Walden alapított, s 1910-1932-ig élt, e fórum legjelesebb drámaírója és lírikusa August Stramm (1874–1915) volt, a lírai kifejezés nála a szavakra redukálódik, azaz nemcsak a mondatok közti összefüggést adja fel, hanem magát a mondatot is, így válik lírája egyetlen kiáltássá az éppen dúló háború ellen. Stramm Őrjárat c. verse Weöres Sándor fordításában:
A kövek ellenségek
árulást vigyorog ablak
gallyak fojtogatnak
hegyek bokrok susogva leveleznek
süvítés
halál
További fórum a Die Aktion (A tett) című hetilap, amelyet Franz Pfemfert alapított és 1911-1932-ig élt, hosszú időn keresztül Johannes R. Becher (1891–1958) író és költő és Ludwig Rubiner (1881–1920) költő, esszéista, irodalomkritikus volt ennek az orgánumnak meghatározó egyéniségei.
A háborúellenes irodalom zömének megjelentetését elsősorban a R. Schickele által 1913-ban alapított Die weissen Blätter (A fehér lapok) vállalta magára, a háború alatt Svájcban jelent meg. A körötte csoportosuló expresszionista irodalmárok jeles képviselői:
- Johannes Robert Becher
- Gottfried Benn
- Max Brod
- Carl Ehrenhstein
- Georg Frakk
- Walter Hasenclever
- Franz Kafka
- Otfried Krzyzanowski
- Carl Sternheim

Az expresszionista írók közül is sokan csak pályájuk kezdetén alkottak az expresszionista irányzat jegyében, később megtalálták saját egyéni kifejezési módjaikat vagy a születő új és újabb irányzatok hívei lettek. Közéjük tartozik Bertolt Brecht drámaíró, kinek csak első munkái a Baal (1919) és a Dobszó az éjszakában (Trommeln inder Nacht, 1922) c. drámái fogantak az expresszionizmus jegyében. 1919-20-ban a Kurt Pinthus (1886-1956) által szerkesztett Menschheitsdämmerung(Az emberiség hajnala – vagy alkonya?) c. költői antológiában mutatkozik be az irányzat számos képviselője, köztük:
- Johannes R. Becher
- Gottfried Benn
- Theodor Däubler
- Kurt Hiller
- Franz Kafka
- Franz Werfel
- Paul Zech

Az expresszionista irodalom máig leggazdagabb lelőhelye a Kurt Wolff Kiadó által szerkesztett Der jüngste Tag (Utolsó ítélet) c. sorozat, melynek keretében 1913–1921-ben 86 kötet jelent meg.